# جيم كلانسي
جيم كلانسي (بالإنجليزية: Jim Clancy)‏ هو مذيع أمريكي سابق في سي إن إن الدولية قدم برنامج ذا بريف.

## المسيرة المهنية
التحق جيم كلانسي بسي إن إن مُراسِلًا داخل الولايات المتحدة بعد مسيرة حافلة بالجوائز في الإذاعة المحلية في دنفر، كولورادو وسان فرانسيسكو، كاليفورنيا. من 1982 إلى 1996 عمل جيم كلانسي مراسلا دوليا لسي إن إن في بيروت وفرانكفورت وروما ولندن. وخلال ذلك الوقت حاز جائزة جورج بولك لتغطيته المجازر في رواندا وجائزة دي بون-كولمبيا لتغطيته لحرب البوسنة وجائزة إيمي لتغطيته المجاعة والتدخل الأجنبي في الصومال.

## وصلات خارجية
- جيم كلانسي على موقع IMDb (الإنجليزية)

- سيرة جيم كلانسي نسخة محفوظة 3 فبراير 2012 على موقع واي باك مشين. سي إن إن، تاريخ الولوج 4 فبراير 2012